# Mônica (football, 1978)
Pour les articles homonymes, voir Mônica.
Mônica Angélica de Paula, plus communément appelée Mônica, née le 4 avril 1978 à São Carlos, est une footballeuse internationale brésilienne évoluant au poste de défenseuse centrale.

## Biographie

### En club
Durant sa carrière, Mônica joue avec le São Paulo FC, le SE Matonense (en), le Ferroviária de Esportes et le Botucatu FC.

### En sélection
Internationale brésilienne, elle participe aux éditions de la Coupe du monde 2003 (quart de finaliste) et 2007 (finaliste).
Elle participe également aux éditions 2000 (quatrième) et 2004 (médaille d'argent) des Jeux olympiques.
Avec le Brésil, elle remporte la Copa América  en 2003 ainsi que les Jeux panaméricains de 2003.